# Bocana de Pichones
Bocana de Pichones es un caserío peruano ubicado en el distrito de Lancones, perteneciente a la provincia de Sullana del departamento de Piura, al norte del Perú. 

## Ubicación
Bocana de Pichones se ubica al noreste de la provincia de Sullana, en el distrito de Lancones, en el departamento de Piura. 

## Demografía
En el 2017 Bocana de Pichones tenía una población de131 habitantes respectivamente.